# さとう和香
さとう 和香（さとう わか、1984年4月17日 - ）は、日本のAV女優。
趣味、特技：マッサージ

## 略歴
- 2006年 - 『絶叫潮吹きHcupデビュー！』でAVデビュー。

## 作品
2006年
- 絶叫潮吹きHcupデビュー!（3月13日、MOODYZ）
- SEX革命 vol.9（4月13日、MOODYZ）
- 風俗ヘブン（5月13日、MOODYZ）
- 絶倫ファック ～12チンポ挿入～（6月13日、MOODYZ）
- 巨乳イカセ絶頂FUCK（7月13日、MOODYZ）
- ギャル接吻 MANIAX（8月4日、ディープス）
- ハーレム病棟24時（8月15日、ジェイモデル）
- ボクの新妻は巨乳で裸エプロンでメガネっ娘。＃19（8月19日、ゴーゴーズ）
- 乳の日 7（10月7日、モヒカン）
- 青姦 BLUE SEX 02（10月19日、桃太郎映像出版）
- ビキニティーチャー 顔騎ギャルMAX（10月25日、イマージュ）
- ERO-(e) 生中出し（11月2日、TMA）
- はれんち姦姦 33（11月7日、クリスタル映像）
- 巨乳LOVE4 14人の巨乳ギャルに中出ししたりパイズリ抜きしてもらいました!（11月11日、隼エージェンシー）
- 巨乳FUCK中出し（11月19日、BRAVO）
- 中出し強要ギャル痴女 2（レンタルのみ）（11月24日、うまなみ。（ケイ・エム・プロデュース））
- 中出し強要ギャル痴女～ねぇ、中に出して!～ 4時間（11月24日、おかず。（ケイ・エム・プロデュース））
- もしも巨乳看護婦の時間よ止まれ!僕は透明人間!超能力ハイスクールで素人コギャルズMANIAXに中出しック天国!?（12月7日、V&Rプランニング）
- 生姦女教師2 中出し（12月8日、GLAY'z）
- 巨乳ギャルM女教師（12月8日、TMA）
- オナニスト ［第十五章］（12月10日、隼エージェンシー）
- 巨乳女狩り 27（12月15日、クリスタル映像）
- 中出し@なんぱギャル（12月19日、BRAVO）

2007年
- 東京GalsベロCity 03（1月5日、ドリームチケット）
- ボディ HEAT 7（1月9日、クリスタル映像）
- 巨乳中出し240 12（1月13日、隼エージェンシー）
- フェラコレ2007冬SP（1月13日、隼エージェンシー）
- こだわりの手コキ 4時間SP 3 40人のハンドメイド（2月10日、隼エージェンシー）
- なでしこスペシャル 女系家族（3月16日、Nadeshiko（なでしこ））
- 巨乳レイプ4時間第10章（4月12日、隼エージェンシー）
- ギャルザー。（4月15日、ワープエンタテインメント）
- 完全ガチガチ×ドキュメント!!（4月15日、ワープエンタテインメント）
- ド変態 過激大乱交2 （2007年4月19日、SODクリエイト）
- もしも彼女が7人いたら･･･。～ヤリたい放題7連発!!～（レンタルのみ）（4月27日、うまなみ。（ケイ・エム・プロデュース））
- うまなみプレゼンツ 30 もしも彼女が14人いたら･･･。 4時間　～ヤリたい放題14連発!!～（セル）（4月27日、おかず。（ケイ・エム・プロデュース））
- 巨乳3人で風俗開業!おっぱい貸切で潮吹きまくり（5月17日、ディープス）
- 巫女戦記（6月22日、TMA）
- チンポいたぶり好きで、寸止め好きな、いじめっ子母姉妹に犯される!!（7月19日、ドグマ）
- 黒ストッキングの女性社員たち（8月10日、I.B.WORKS）
- 中出しCOLLECTION4時間Vol．3（8月19日、BRAVO）
- イカセ4時間 ICHIKA、当真ゆき、鮎川香織、木村佳香、天乃みお、稲葉みさき、辻めぐ、七海ここな、神崎麻衣 他（2007年9月13日、MOODYZ）
- 責め痴女スペシャル 巨乳三姉妹が中出し痴女（9月18日、レアル・ワークス）
- 東京リミット HEAT.04（10月23日、WEEKENDER）
- 巨乳中出しクリニック（11月1日、V（ヴィ））
- 巨乳フードルパラダイス（11月15日、トップワン）
- 爆乳ビキニ教師（11月20日、イマージュ）
- 素人参加型 お姉さんに一日中抜かれ続けてみませんか 強制連続抜き地獄（12月13日、アロマ企画）
- こともあろうに叔父ちゃんの指が私の中へ… 16（12月14日、東京音光）
- デラぼいーん 素人巨乳型録（12月20日、イマージュ）

2008年
- 電マでイキまくる女たち 4時間（1月8日、TMA）
- 巨乳ローションファイトクラブ（1月25日、イマージュ）
- 爆乳女教師vs中○生 アクメバトルロワイヤル（3月1日、V（ヴィ））
- みんなの見てる前で我慢できずに真っ赤な顔しておもらししちゃう女達（4月17日、SODクリエイト）

総集編
- 濃厚3P（2006年7月13日、MOODYZ）
- SEX革命 BEST（2006年8月1日、MOODYZ）
- 風俗プレイBEST（2007年1月1日、MOODYZ）
- 超人気女優の潮吹きSEX BEST（2007年4月13日、MOODYZ）
- やっぱり外がスキ 青姦!!14人大解放!!（2007年5月19日、桃太郎映像出版）
- I.B.W 潮吹き SPLASH!!4時間（2007年11月22日、I.B.WORKS）
- 絶対本番DX パイズリBEST（2008年2月24日、MOODYZ）